# Мухарямов, Наиль Мидхатович
Наи́ль Мидха́тович Мухаря́мов (род. 21 января 1953, Казань, ТАССР, РСФСР, СССР) — советский и российский политолог, специалист по теоретической и прикладной этнополитике, политической регионалистике, политической лингвистике. Кандидат философских наук, доктор политических наук, профессор, заведующий кафедрой политологии и права Казанского государственного энергетического университета. Директор Института массовых коммуникаций и социальных наук Казанского (Приволжского) федерального университета.

## Биография
Родился 21 января 1953 в Казани в семье историка и заслуженного деятеля науки ТАССР и РСФСР Мидхата Каримовича Мухарямова.
В 1975 году с отличием окончил историко-филологическом факультете Казанского государственного университета имени В. И. Ульянова-Ленина по специальности "Преподаватель обществознания".
В 1975 — 1996 годы — стажёр-преподаватель, ассистент, доцент, заместитель заведующего кафедрой политологии Казанского государственного университета.
В 1980 году окончил аспирантуру Казанского государственного университета и там же защитил диссертацию на соискание учёной степени кандидата философских наук по теме «Интернационалистические тенденции современного революционного демократизма в странах Азии и Африки» (специальность 09.00.02 — теория научного социализма и коммунизма).
Стажировался в Институте Кеннана (США, 1995 г.), Институте международных отношений Университета Брауна (2000 г.), Центре славянских исследований Университета Хоккайдо (Япония, 2000 г., 2004 г., 2007 г.).
В 1991 году окончил докторантуру философского факультета МГУ имени М. В. Ломоносова.
В 1996—1997 годы — профессор и заведующий кафедрой общественных наук Казанского филиала Московского энергетического института.
В 1997 году в МГУ имени М. В. Ломоносова защитил диссертацию на соискание учёной степени доктора политических наук по теме «Концептуальные основания и прикладные аспекты этнополитического анализа» (специальность 23.00.01 «Теория и философия политики, история и методология политической науки»).
С 1997 года — профессор, заведующий кафедрой общественных наук (с 2004 г. кафедра политологии и права) Казанского государственного энергетического университета.
В 1997—2004 годы — декан инженерно-экономического факультета Казанского государственного энергетического университета, а с 2004 года — директор Института экономики и социальных наук КГЭУ.
С 1998 — профессор и заведующий (до 2006 года) кафедры международных отношений университета управления "ТИСБИ".
19 мая 1999 года присвоено учёное звание профессора.
В 1999—2003 годы — советник мэра г. Казани.
В 2001—2004 годы — член комиссии по науке при Президенте Республики Татарстан.
В 2012—2014 годы — директор Института массовых коммуникаций и социальных наук Казанского (Приволжского) федерального университета
Член Экспертного совета ВАК при Министерстве образования и науки Российской Федерации по политологии.
Член правления Национальной коллегии политологов-преподавателей УМО по классическому университетскому образованию.
Член Экспертного совета Российской ассоциации политической науки.
Член редакционной коллегии журнала «Казань».
Член редакционной коллегии журнала «Эхо веков – Гасырлар авазы».
Имеет 39 лет стажа педагогической работы, автор более 200 научных и учебно-методических трудов.
Подготовил 8 кандидатов наук.

## Личная жизнь
Жена — Ляйсан Музиповна Мухарямова, доктор политических наук, профессор, заведующая кафедрой истории, философии, политологии и социологии, проректор Казанского государственного медицинского университета. Есть сын. Увлекается пешими прогулками, рыбалкой.

## Награды
- Заслуженный деятель науки Республики Татарстан.[9]
- Медаль «В память 1000-летия Казани».[9]

## Научные труды

### Монографии
- Мухарямов Н. М. Интернационалистские тенденции в истории революционного демократизма. — Казань: Изд-во Казан. ун-та, 1984. — 127 с.
- Фарукшин М. Х., Мухарямов Н. М. Интернационализм вместо национализма (или почему иллюзорны надежды противников социализма). — Казань: Татар. кн. изд-во, 1989. — 151 с. — ISBN 5-298-00011-8.
- Мухарямов Н. М. Ленинская концепция революционного демократизма и современность. — Казань: Изд-во Казан. ун-та, 1990. — 200 с. — ISBN 5-7464-0246-X.
- Ершов А. Н., Мухарямов Н. М., Фаткуллин Ф. Н., Фарукшин М. X. Организационные структуры управления органов власти. — Казань: Татар. кн. изд-во, 1994. — 128 с.
- Мухарямов Н. М. Вопросы теории этнополитического анализа. — Казань: Изд-во. Каз. гос. ун-та, 1996. — 230 с.

### Статьи
- Мухарямов Н. М. От «совдепа» до «совка». Что дальше? Язык как зеркало советской системы // Казань. — 1993. — № 1. — С. 36-38.
- Мухарямов Н. М. Структурирование общественно-политических сил в Республике Татарстан: этапы и тенденции // Политическая система Республики Татарстан (институционально-нормативный анализ). — Казань: КГУ, 1995. — С. 23-35. — 112 с.
- Мухарямов Н. М. Модель Татарстана // Реформа местного самоуправления в региональном измерении. По материалам из 21 региона Российской Федерации / Под ред. С. И. Рыженкова, Н. В. Винника. — М.: МОНФ, 1999. — 627 с.
- Мухарямов Н. М. Республика Татарстан // Регионы России: хроника и руководители / Под ред. К. Мацузато. — Саппоро: Slavic Research Center, Hokkaido University, 2000. — Т. 7. (Республика Татарстан, Удмуртская республика, Республика Мордовия). — С. 15-150.
- Мухарямов Н. М. Национализм, демократия, этнопопулизм // Вестник Московского университета. Серия 12: Политические науки. — М.: МГУ имени М. В. Ломоносова, 1995. — № 3. — С. 15-20. Архивировано 25 декабря 2015 года.
- Мухарямов Н. М. В очередной раз о национализме и либерализме // Ab Imperio. — 2000. — № 3-4. — С. 223-245.
- Мухарямов Н. М., Мухарямова Л. М. Политическая лингвистика как научная дисциплина // Политическая наука. — М.: ИНИОН РАН, 2002. — № 3. — С. 45-67. — ISSN 1998-1775.
- Мухарямов H. M., Мухарямова Л. М. Татарстан в условиях рецентрализации по-путински авторы // Феномен Владимира Путина и российские регионы: победа неожиданная или закономерная? / Под ред. К. Мацузато. — М.: Материк, 2004. — С. 312-366. — 371 с. — (Славяно-евразийские исследования). — 700 экз. — ISBN 5-85646-126-6.
- Мухарямов Н. М. Этнический фактор в постсоветских исследованиях // Российская политика международных отношений: новые направления / Под ред. А. П. Цыганкова, П. А. Цыганкова. — М.: ПЕР СЭ, 2005. — С. 288-308.
- Мухарямов Н. М. Ислам в Поволжье: политизация несостоявшаяся или отложенная. Сб. статей // Ислам от Каспия до Урала. Макрорегиональный подход / Под ред. К. Мацузато. — М.: РОССПЭН, 2007. — 200 с. — (Славяно-евразийские исследования). — ISBN 5-8243-0819-5.
- Мухарямов Н. М., Закамулина М. Н. Парадипломатия в языковых измерениях: к построению концептуальной модели // Вестник Московского университета. Серия 18: Социология и политология. — М.: МГУ имени М. В. Ломоносова, 2009. — № 1. — С. 101-108. — ISSN 0868-4871.
- Мухарямов Н. М., Януш О. Б. Языковые сообщества как форма международно-политического взаимодействия // Вестник Московского университета. Серия 12: Политические науки. — М.: МГУ имени М. В. Ломоносова, 2009. — № 6. — С. 37-47. — ISSN 0868-4871.
- Мухарямов Н. М. Мотивы безопасности человека в дискурсах о языковой политике // Вестник Московского университета. Серия 12: Политические науки. — М.: МГУ имени М. В. Ломоносова, 2010. — № 4. — С. 36–40. — ISSN 0868-4871.
- Мухарямов Н. М., Тимохина Е. В. Местный уровень языковой политики: нормативные измерения // Вестник Казанского государственного энергетического университета. — Казань: КГЭУ, 2011. — № 3 (10). — С. 62–69. — ISSN 2072-6007.
- Мухарямов Н. М. К семантике этнополитического // Политическая наука. — М.: ИНИОН РАН, 2011. — № 1. — С. 11–28. — ISSN 1998-1775.
- Мухарямов Н. М. О символических началах в языке политики (прагматический аспект) // Символическая политика: сборник научных трудов / Центр социальных научно-информационных исследований Отделение политических наук; Отв. ред. О. Ю. Малинова. — М.: ИНИОН РАН, 2012. — С. 54–74. Архивировано 22 января 2016 года.
- Мухарямов Н. М. Глава 1. Этнический фактор и политика в Республике Татарстан: тенденции 2000‑х годов // ИНАБ №6 - 2012. Консолидирующие идентичности и модернизационный ресурс в Татарстане. — М.: Институт социологии РАН, 2012. — ISBN 978-5-89697-220-4.
- Мухарямов Н. М., Шакурова Г. З. О концептуальных подходах к взаимодействию языка и политики в контексте глобализации // Вестник Московского университета. Серия 12: Политические науки. — М.: МГУ имени М. В. Ломоносова, 2014. — № 3. — С. 74–91. — ISSN 0868-4871.
- Мухарямов Н. М. Дискурсивный стиль политики: фактор глобализации // Каспийский регион: политика, экономика, культура. — 2014. — № 2 (39). — С. 85–97.
- Мухарямов Н. М. Язык и политика в контексте «глобализации» // Позитивный опыт регулирования этносоциальных и этнокультурных процессов в регионах Российской Федерации. Материалы Всероссийской научно-практической конференции, Казань, 25-27 сентября 2014 г / Отв. ред. Г. Ф. Габдрахманова. — Казань: Институт истории имени Шигабутдина Марджани Академии наук Республики Татарстан, 2014. — С. 96-100. — 508 с. — ISBN 978-5-94981-183-2.